# Klaus-Peter Kerkemeier
Klaus-Peter Kerkemeier (* 13. November 1951) ist ein ehemaliger Fußballspieler, der in den Jahren 1975 bis 1981 in der 2. Fußball-Bundesliga 83 Spiele absolviert und fünf Tore erzielt hat.

## Laufbahn

### VfL Bochum, bis 1973
In der Runde 1968/69 bildete Kerkemeier zusammen mit Hans-Jürgen Köper und Hans-Günter Etterich in der A-Jugend das Innentrio der westdeutschen Meistermannschaft des VfL Bochum. Am 13. Juli krönten sie die erfolgreiche Runde mit dem 5:3-Sieg gegen den 1. FC Saarbrücken und holten damit auch die erstmals ausgetragene Deutsche Jugendmeisterschaft nach Bochum. In der Aufstiegsrunde des VfL in die Fußball-Bundesliga, 1970/71, kam er nur zu einem Einsatz in der Fußball-Regionalliga West. Am 18. April 1971 spielte er an der Seite von Werner Balte, Werner Krämer, Hans Walitza und seinem vormaligen A-Jugend-Kollegen Köper beim 5:0-Heimsieg gegen Eintracht Gelsenkirchen. Das Talent aus den eigenen Reihen kam aber in den nächsten zwei Runden in der Fußball-Bundesliga zu keinem Einsatz. Er schloss sich deshalb zur Runde 1973/74 Westfalia Herne in der Fußballregionalliga West an.

### Herne und Erkenschwick, 1973 bis 1981
Im letzten Spieljahr des alten zweitklassigen Regionalligasystems, 1973/74, debütierte Kerkemeier am 12. August 1973 bei der 0:1-Auswärtsniederlage von Herne bei Schwarz-Weiß Essen im Team der Westfalia. Er absolvierte an der Seite der Mitspieler Jürgen Gelhaus, Bernhard Hartmann, Idriz Hosic, Heinz Kördell und Gerd Wiesemes 20 Ligaspiele und erzielte einen Treffer. Durch den 17. Rang qualifizierte sich Herne nicht für die 2. Fußball-Bundesliga zur Runde 1974/75, sondern die Mannschaft vom Stadion am Schloss Strünkede hatte zur Runde 1974/75 in der Verbandsliga Westfalen (Gruppe Südwest) anzutreten. Kerkemeier feierte mit seinem Team umgehend den Titelgewinn, nach zwei Spielen gegen SV Arminia Gütersloh die Westfalenmeisterschaft und in der Aufstiegsrunde gegen die Konkurrenten Spandauer SV und VfB Oldenburg den Aufstieg in die 2. Bundesliga. In seiner ersten Saison in der 2. Liga, 1975/76, absolvierte er für Herne 34 Spiele und erzielte drei Tore. Im zweiten Jahr, 1976/77, kam er auf 16 weitere Einsätze, zog aber einen erneuten Wechsel in das westfälische Amateurlager vor und spielte ab der Saison 1977/78 bei der SpVgg Erkenschwick – im nördlichen Ruhrgebiet gelegen, an das Münsterland grenzende ehemalige Bergbaustadt – in der Verbandsliga.
Die Rot-Schwarzen vom Stimbergstadion qualifizierten sich mit der Vizemeisterschaft 1978 für die Spiele um die Deutsche Amateurmeisterschaft (FV Biberach und ESV Ingolstadt) und für die ab 1978/79 neu installierte Amateuroberliga Westfalen. In der AOL belegten Kerkemeier und Kollegen 1979 den dritten Rang, errangen 1979/80 die Meisterschaft und den Aufstieg in die 2. Bundesliga. Die „Feierabendakteure“ der Spielvereinigung konnten unter Trainer Klaus Quinkert in 42 Rundenspielen lediglich mit dem Torverhältnis von 46:91 Treffern 22:62 Punkte erobern und stiegen damit als 21. umgehend aus der 2. Bundesliga, Gruppe Nord wieder ab. Kerkemeier hatte in 33 Spielen mitgewirkt und zwei Tore neben den Mitspielern Uwe Eplinius, Franz-Josef Laufer, Hans-Werner Melis, Wolfgang Pache (mit elf Treffern der beste Torschütze) und dem ehemaligen Bundesligaprofi Hans-Jürgen Wittkamp erzielt.
Im Sommer 1981 beendete Kerkemeier seine höherklassige Laufbahn.